# Kevin VanHook
Kevin VanHook (nasceu em 24 de junho de 1965, em Indianapolis) é um cineastra que iniciou a sua carreira nas histórias em quadrinhos, trabalhando como artista e roteirista. Nos quadrinhos, ele é mais conhecido por seu trabalho em Bloodshot da editora Valiant Comics. Ele também foi responsável por escrever uma tira do Flash Gordon nos anos 90.
Em 1996, ele concluiu o seu primeiro curta-metragem chamado Drifter. Em 1998, ele começou a filmar Frost: Portrait of a Vampire enquanto fundava uma companhia de efeitos visuais, a VanHook Studios. Frost ficou completo em 2001 e foi lançado em DVD em 2003, e se tornou o 18º maior lançamento de DVD daquele ano.
Em 2002, a VanHook Studios se fundiu com a Film Roman, a companhia de animação mais conhecida por animar a série Os Simpsons. Durante sua curta carreira como supervisor e artista de efeitos visuais, VanHook trabalhou em filmes como Miss Congeniality, Hart's War, Demolidor, Eu, Robô e outros.
A Film Roman foi comprada pela IDT Corporation, uma companhia telefônica que expandiu seus negócios para a área do entretenimento em 2003. After IDT acquired Anchor Bay Entertainment, a leading DVD distributor, VanHook created a new film for IDT, The Fallen Ones estrelado por Casper Van Dien e Robert Wagner. Depois veio o filme Voodoo Moon que traz elementos de ação e horror e que contou com a participação de estrelas do gênero como Eric Mabius,  Charisma Carpenter, Jeffrey Combs e Dee Wallace-Stone.